# Nube del Compasso
La Nube del Compasso è una densa nube molecolare gigante non illuminata situata nella costellazione del Compasso; la sua posizione è facilmente individuabile grazie alla brillante stella α Centauri e si estende per alcuni gradi nella parte centrale della costellazione.
Si tratta di una delle nebulose meno studiate in assoluto fra quelle poste entro una distanza di 1000 parsec dal sistema solare; la nube è composta da due addensamenti principali, noti come Circinus-E e Circinus-W, e ospita degli intensi fenomeni di formazione stellare, generanti esclusivamente stelle di piccola e media massa, concentrati soprattutto su Cir-W. La formazione stellare potrebbe essere stata provocata dall'esplosione di una supernova nelle sue vicinanze.
La distanza della nube, probabilmente attorno ai 700 parsec (2300 anni luce), coincide con una regione interbraccio fra il Braccio di Orione e quello del Sagittario.

## Osservazione

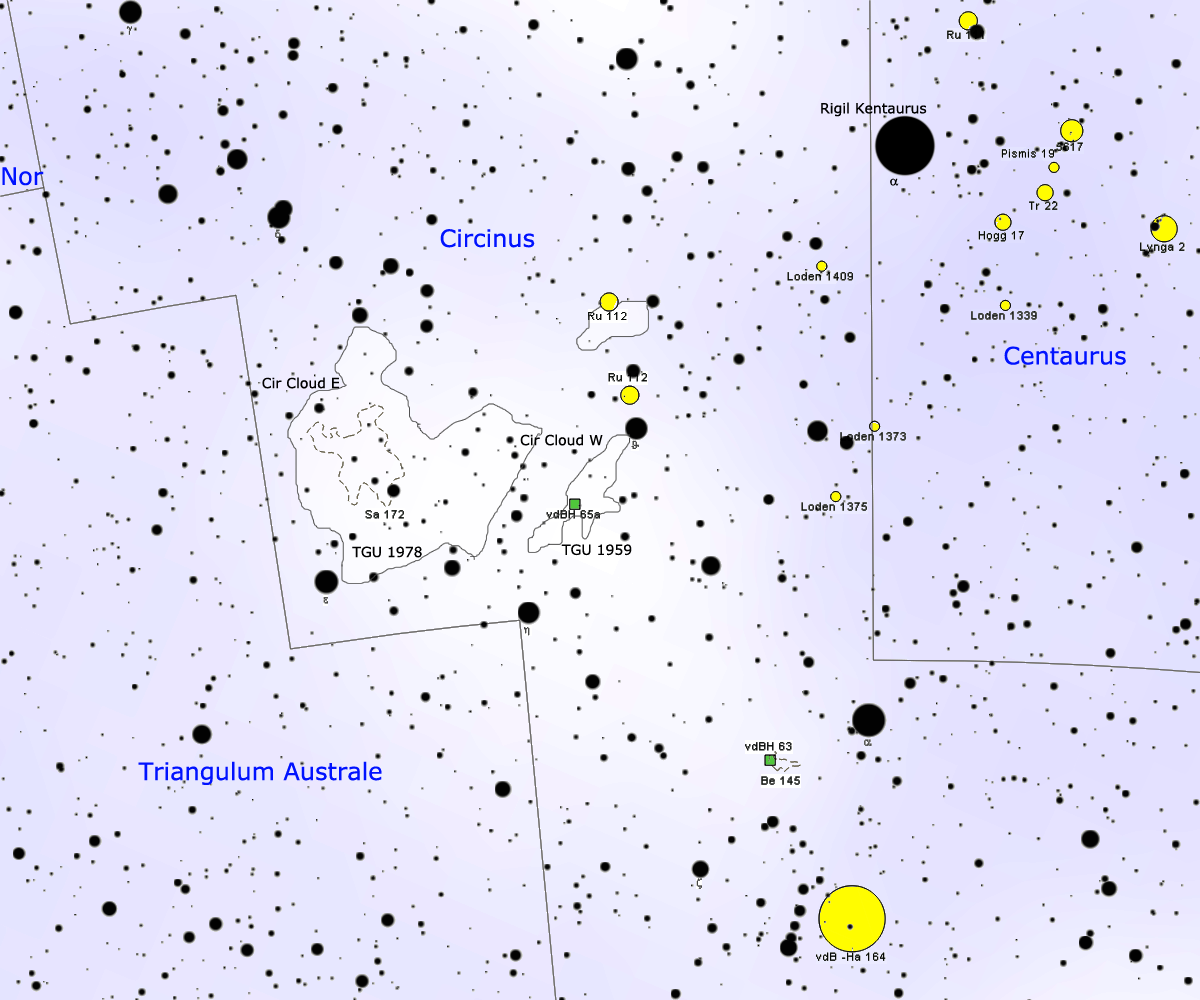
Mappa della Nube del Compasso.

La Nube del Compasso si osserva lungo la brillante scia della Via Lattea meridionale, sul bordo meridionale, al centro dell'omonima costellazione; la sua posizione è estremamente facile da individuare, grazie alla presenza della celebre stella α Centauri, la cui magnitudine apparente costituita dalla somma delle sue componenti è pari a -0,27, rendendola così la terza stella più luminosa del cielo ad occhio nudo. Nelle notti più buie la Nube del Compasso può essere individuata come una piccola macchia oscura situata circa 1,5° a sudest di α Centauri, che maschera la luce diffusa della Via Lattea. Con strumenti professionali è possibile scorgere, nella parte sudoccidentale di questa nube oscura, una piccola nube illuminata con al centro una stellina poco appariscente: quest'oggetto è catalogato come vdBH 65a e costituisce una piccola frazione illuminata per riflessione dei gas del complesso nebuloso.
La costellazione del Compasso giace ad una declinazione fortemente australe, al punto che dall'emisfero boreale la sua visibilità è limitata alla fascia tropicale e subtropicale; dall'emisfero australe, al contrario, si presenta circumpolare da gran parte delle sue regioni, mentre in prossimità dell'equatore tramonta solo per una decina di ore al giorno. A causa della precessione degli equinozi, il polo sud celeste si sta lentamente spostando nella sua direzione; entro alcune migliaia di anni però il movimento di precessione porterà il polo sud celeste in direzione della Colomba e questa parte di cielo assumerà delle declinazioni sempre più boreali e fra 10-12 000 anni sarà ben osservabile anche da gran parte dell'emisfero nord.

## Struttura e fenomeni di formazione stellare

vdBH 65, una nebulosa a riflessione associata a un gran numero di oggetti HH.

Questa regione di cielo è relativamente poco studiata ed è stata trascurata a lungo anche a causa della sua posizione fortemente australe. La nube appare divisa in due parti ben distinte; la parte più orientale è la più estesa, ma è anche la meno studiata, mentre la parte sudoccidentale, più piccola, è stata studiata molto dettagliatamente a causa degli intensi fenomeni di formazione stellare che avvengono al suo interno. Queste due parti sono spesso identificate con le sigle Circinus-E e Circinus-W. I fenomeni di formazione stellare della nube generano esclusivamente stelle di piccola e media massa e sono stati probabilmente favoriti dall'esplosione di una supernova nelle sue vicinanze, come sembra indicare anche la struttura a bolla che si sovrappone alla nube e che si estende anche al di là di questa.
La distanza della nube è stata indicata come pari a circa 700 parsec (2300 anni luce); questa distanza corrisponde a una regione esterna al Braccio di Orione, intermedia fra questo e il Braccio del Sagittario o nelle immediate vicinanze di quest'ultimo. In realtà le stime della sua distanza sono scarse e talvolta incerte, indicate anche in una fascia compresa fra 600 e 900 parsec. A questa distanza, la massa totale della nube sarebbe pari a circa 47000 masse solari.
Nella nube sono note 23 sorgenti infrarosse catalogate dall'IRAS, gran parte delle quali sono associate a dei getti molecolari individuabili nella banda del CO e coincidenti di fatto con altrettanti oggetti HH; questi getti sono la prova più evidente dell'attività di formazione stellare presente nella regione. Fra gli oggetti più evidenti vi è la sorgente IRAS 14568-6304, situata nella nube Circinus-W; questa sorgente coincide con una stella di Classe I ed è associata alla piccola nebulosa a riflessione vdBH 65a. Una stella probabilmente partecipante all'illuminazione della nebulosa è MOHα 10. Il getto molecolare associato a questa sorgente prende il nome di HH 139 e presenta dei lobi compatti. A brevissima distanza si trova la sorgente IRAS 14592-6311, associata alla nube vdBH 65b e coincidente con una giovane stella Ae/Be di Herbig; questa stella presenta delle notevoli linee di emissione e possiede la sigla di stella variabile DG Circini. A questa stella è associato anche un maser ad acqua leggermente variabile. A pochi minuti d'arco da questa sorgente si trovano quattro getti molecolari, identificati con le sigle da HH 140 a HH 143.
Un'altra sorgente notevole è IRAS 14564–6254, situata all'interno di una nube massiccia posta sul bordo settentrionale di Circinus-W; secondo alcuni studi, fa parte di un piccolo raggruppamento di quattro sorgenti, indicate con le sigle da Cir-MMS 1 a Cir-MMS 4, disperse su uno spazio di 0,15 parsec e poste in uno stadio evolutivo differente l'una dalle altre. Nella nube sono state individuate inoltre 47 stelle con emissioni Hα, delle quali una quindicina mostrano delle emissioni accertate.

### Testi generali
- (EN) Robert Burnham, Jr, Burnham's Celestial Handbook: Volume Two, New York, Dover Publications, Inc., 1978.
- (EN) Thomas T. Arny, Explorations: An Introduction to Astronomy, 3 updatedª ed., Boston, McGraw-Hill, 2007, ISBN 0-07-321369-1.
- AA.VV., L'Universo - Grande enciclopedia dell'astronomia, Novara, De Agostini, 2002.
- J. Gribbin, Enciclopedia di astronomia e cosmologia, Milano, Garzanti, 2005, ISBN 88-11-50517-8.
- W. Owen et al., Atlante illustrato dell'Universo, Milano, Il Viaggiatore, 2006, ISBN 88-365-3679-4.

### Testi specifici

#### Sull'evoluzione stellare
- (EN) C.J. Lada e N. D. Kylafits, The Origin of Stars and Planetary Systems, Kluwer Academic Publishers, 1999, ISBN 0-7923-5909-7.
- A. De Blasi, Le stelle: nascita, evoluzione e morte, Bologna, CLUEB, 2002, ISBN 88-491-1832-5.
- C. Abbondi, Universo in evoluzione dalla nascita alla morte delle stelle, Sandit, 2007, ISBN 88-89150-32-7.

#### Sulla Nube del Compasso
- B. Reipurth, J. Bally e J. Walawender, The Circinus Star Forming Complex, in Handbook of Star Forming Regions, Volume II: The Southern Sky ASP Monograph Publications, vol. 5, dicembre 2008, ISBN 978-1-58381-670-7.

### Carte celesti
- Toshimi Taki, Taki's 8.5 Magnitude Star Atlas, su geocities.jp, 2005. URL consultato il 7 novembre 2010 (archiviato dall'url originale il 5 novembre 2018). - Atlante celeste liberamente scaricabile in formato PDF.
- Wil Tirion, Barry Rappaport e George Lovi, Uranometria 2000.0 - Volume II - The Southern Hemisphere to +6°, Richmond, Virginia, USA, Willmann-Bell, inc., 1987, ISBN 0-943396-15-8.
- (EN) Wil Tirion e Roger W. Sinnott, Sky Atlas 2000.0 - Second Edition, Cambridge, USA, Cambridge University Press, 1998, ISBN 0-933346-90-5.
- Wil Tirion, The Cambridge Star Atlas 2000.0, 3ª ed., Cambridge, USA, Cambridge University Press, 2001, ISBN 0-521-80084-6.